# Mik Corse
Mik Corse, en forme longue Mik Corse Srl est une écurie de sport automobile italienne fondée en 1997 par Claudio Rossetto.

## Historique
En 2001, l'écurie participe à l'Italian GT.
De 2006 à 2008, Mik Corse participe à l'International GT Open. En 2009, l'écurie italienne engage deux Lamborghini Gallardo LP560 GT2.
En avril 2011, l'écurie participe à la journée test des 24 Heures du Mans avec un prototype Zytek hybride, avec l'écurie Hope Racing qui exploite également un prototype hybride. C'est la première fois depuis 1998 (avec la Panoz Esperante GTR-1 Q9), qu'une écurie se présente aux essais préliminaires avec un véhicule hybride,,,,,,. Cependant, la Zytek ne parcourt que quatre tours de piste avec Giacomo Piccini à son volant. Aucun des pilotes de l'équipages composés également de Ferdinando Geri et Máximo Cortés n'est donc qualifiés pour la course.
En mai, Mik Corse participe aux 1 000 Kilomètres de Spa avec la Zytek dont le système hybride a été retiré.
En juillet, l'écurie participe aux 6 Heures d'Imola. La course se solde par un abandon,.
L'écurie devait être présente pour les 6 Heures de Zhuhai,  dernière manche du championnat Intercontinental Le Mans Cup. mais elle est finalement absente,.